# Fedora (opéra)
Pour les articles homonymes, voir Fedora (homonymie).

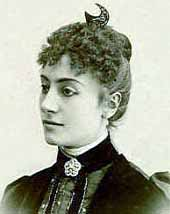
Gemma Bellincioni, la soprano qui a créé le rôle-titre.

Fedora est un opéra en trois actes composé par Umberto Giordano en 1898 sur un livret de Victorien Sardou et Arturo Colautti.
Créé pour l'actrice et chanteuse Gemma Bellincioni, Fedora est représenté au Teatro Lirico à  Milan le 17 novembre 1898 et révèle le ténor Enrico Caruso, créateur du rôle d'Ipanoff.
C'est l'une des œuvres les plus connues d'Umberto Giordano après Andrea Chenier et Siberia.

## Historique

### Création
C'est en voyant la pièce Fédora de Victorien Sardou, créée en 1882 pour la comédienne Sarah Bernhardt, que Umberto Giordano, alors peu connu, demande au grand dramaturge la permission de l'adapter pour l'opéra. Sardou donne finalement son accord après le succès d'Andrea Chenier en 1896.
Le livret est confié à Arturo Colautti.
L'opéra connait un accueil triomphal dès sa première à Milan. Il est bientôt repris au Staatsoper de Vienne par Gustav Mahler, puis à Paris le 13 mai 1905 au théâtre Sarah-Bernhard où il est admiré à la fois par Massenet et Saint-Saëns.
L'œuvre de Giordano est donnée pour la première fois aux États-Unis le 5 décembre 1906 au New York Metropolitan Opera. C'est le grand Caruso qui interprète à nouveau le comte Loris, Lina Cavalieri est Fedora sous la direction musicale de Arturo Vigna.

### Reprises modernes
Le Teatro alla Scala de Milan donne à nouveau Fedora en 1948 pour le dernier anniversaire d'Umberto Giordano, sous la direction de Victor de Sabata et avec Maria Caniglia dans le rôle-titre. Dans les années 50, Maria Callas, Renata Tebaldi et Magda Olivero donnent au rôle de Fedora ses lettres de noblesse.
Dans les années 1990, de nouvelles productions apparaissent, portées par les stars de l'époque, au Staatsoper de Vienne, à La Scala, au Metropolitan Opera de New York, au Chicago Lyric Opera, au Royal Opera House, à Covent Garden, au Washington National Opera et au Teatro Colón de Buenos Aires. Fedora est interprétée par Mirella Freni, Renata Scotto, Agnes Baltsa, Katia Ricciarelli et Maria Guleghina tandis que Plácido Domingo, José Carreras ou José Cura endossent le rôle de Loris. Parmi les représentations les plus récentes de Fedora figurent celles du Staatsoper de Vienne en 2003, de La Scala en 2004 et du Holland Park Opera de Londres en 2006, un enregistrement "prestige" de Deutsche Grammophon à Bruxelles en 2008. En avril 2022, puis en octobre 2023,  l'Opéra de Francfort reprend l’œuvre dans une série de représentations remarquées, notamment du fait de la mise en scène de Christof Loy. Une nouvelle production de Mario Martone est également présentée au Teatro alla Scala de Milan en octobre 2022 avec Sonya Yoncheva dans le rôle-titre aux côtés de Fabio Sartori puis, dans une mise en scène de David McVicar, toujours avec Sonya Yoncheva mais cette fois accompagnée de Piotr Beczala, en janvier 2023 au Metropolitan Opera de New York.

## Rôles
| Rôles                        | Tessiture  | Distribution de la Première au Teatro Lirico de Milan |
| Princesse Fedora Romazov     | soprano    | Gemma Bellincioni                                     |
| Comte Loris Ipanov           | ténor      | Enrico Caruso                                         |
| Comtesse Olga Sukarev        | soprano    |                                                       |
| De Siriex, un diplomate      | baryton    | Delfino Menotti                                       |
| Désiré, un serviteur         | ténor      |                                                       |
| Dimitri, un serviteur        | contralto  |                                                       |
| Gretch, inspecteur de police | basse      |                                                       |
| Loreck, un chirurgien        | baryton    |                                                       |
| Cirillo, cocher              | baryton    |                                                       |
| Baron Rouvel                 | ténor      |                                                       |
| Boroff, un médecin           | baryton    |                                                       |
| Sergio, un serviteur         | basse      |                                                       |
| Nicola, une servante         | contralto  |                                                       |
| Michèle, une portière        | rôle parlé |                                                       |
| Garçon paysan                | contralto  |                                                       |

## Synopsis

### acte 1
L'action se passe à Saint-Pétersbourg en 1881 dans le palais du comte Vladimir Andrejevich
La princesse Fedora, qui doit épouser le comte Vladimir Andrejevich le lendemain, chante son amour pour lui (« Quanti fior ... Ed ecco il suo ritratto »). Mais elle ignore encore que le comte trahit son amour avec une autre femme. Ce dernier arrive peu après, sur une litière, grièvement blessé et meurt. Fedora jure sur la croix de joyaux qu'elle porte qu'elle vengera le comte (aria: « Dite coragio ... Su questa santa Croce »). Le comte Loris Ipanov, considéré alors comme un activiste anarchiste, est accusé du meurtre. L'enquête commence.

### Acte 2
Paris
Fedora suit Loris Ipanov à Paris pour venger la mort de son fiancé. Lors d'une réception chez elle, Ipanov arrive et lui déclare son amour (« Amor ti vieta »). Fedora lui annonce qu'elle doit retourner en Russie le lendemain, ce qui le met au désespoir, lui qui a été banni de Russie et ne peut pas la suivre ; il reconnaît qu'il a bien tué le comte Vladimir et Fedora le dénonce auprès du chef de la police impériale en Russie. Loris revient cependant s'expliquer sur les circonstances du drame : il a tué le comte Vladimir parce qu'il avait découvert qu'il était l'amant de sa femme, Wanda. Fedora se rend compte de sa méprise concernant l'homme dont elle est tombée amoureuse et qui a tué pour défendre son honneur.

### Acte 3
L' Oberland bernois en Suisse
Loris et Fedora se sont réfugiés en Suisse pour vivre leur amour (son bref air : « Te sola io guardo »). Mais Fedora apprend que le frère de Loris, Valeriano, a été accusé d'avoir participé au complot visant à assassiner le comte Andrejevich et emprisonné dans une forteresse sur la rivière Neva.. Une nuit, la rivière déborde et le jeune homme se noie. Lorsque la mère de Loris apprend la nouvelle, elle s'effondré et meurt. Fedora se rend compte que sa dénonciation a causé deux morts tragiques (« Dio di giustizia »). Loris apprend le sort affreux de ses proches et Fedora lui avoue alors qu'elle est l'auteure d'une dénonciation fatale et lui demande pardon. Mais il refuse et la maudit, Elle avale du poison et meurt dans les bras de Loris.

## Discographie
| Année | Distribution (Fedora Romazov, Loris Ipanov, Olga Sukarev, De Siriex)              | Direction musicale Opera et Orchestre                                       | Label                                            |
| ----- | --------------------------------------------------------------------------------- | --------------------------------------------------------------------------- | ------------------------------------------------ |
| 1931  | Gilda Dalla Rizza, Antonio Melandri, Mirella Luba, Emilio Ghirardini              | Lorenzo Molajoli, Teatro alla Scala Orchestra and Chorus                    | Audio CD: Gala GL Cat: 100758                    |
| 1950  | Maria Caniglia, Carmen Piccini, Giacinto Prandelli, Scipio Colombo, Aldo Bertocci | Mario Rossi, Orchestra Lirica e Coro di Milano della RAI                    | Warner Fonit, Fonit Cetra: 5050466-2909-2-2      |
| 1961  | Renata Tebaldi, Giuseppe Di Stefano, Mario Sereni, Sofia Mizzetti                 | Arturo Basile, Chorus & Orch of the Teatro San Carlo, Naples                | Audio CD: Allegro Corporation Cat: OPD-1272      |
| 1969  | Magda Olivero, Mario del Monaco, Kiri Te Kanawa, Lucia Cappellino, Tito Gobbi     | Lamberto Gardelli, Opéra de Monte-Carlo Orchestra and Chorus                | Audio CD: Decca Records Cat: 433 033-2           |
| 1985  | Éva Marton, José Carreras, Veronika Kincses, János Martin                         | Giuseppe Patanè, Hungarian Radio Orchestra and Chorus                       | Audio CD: CBS Masterworks Records Cat: M2K 42181 |
| 1993  | Mirella Freni, Plácido Domingo, Adelina Scarabelli, Alessandro Corbelli           | Gianandrea Gavazzeni, Teatro alla Scala Orchestra and Chorus                | DVD: TDK DVD Cat: 824121001971                   |
| 1996  | Mirella Freni, Plácido Domingo, Ainhoa Arteta, Dwayne Croft, Jean-Yves Thibaudet  | Roberto Abbado, Metropolitan Opera Orchestra and Chorus                     | DVD: Deutsche Grammophon Cat: 00440 073 2329     |
| 2011  | Placido Domingo, Angela Gheorghiu, Fabio Maria Capitanucci, Nino Machaidze        | Alberto Veronesi Orchestre symphonique et Chœurs de La Monnaie de Bruxelles | CD : Deutsche Grammophon DG 477 8367             |
| 2018  | Daniela Dessi, Fabio Armiliato, Daria Kovakenko, Alfonzo Antoniozzi               | Valerio Galli, Teatro Carlo Felice Orchestra and Chorus                     | BD: Dynamic Cat: 7772                            |